# Schietpartij op Stoneman Douglas High School
Op 14 februari 2018 vond een schietpartij plaats op de Stoneman Douglas High School in Parkland in de Amerikaanse staat Florida. Een voormalige leerling van de school, de toen 19-jarige Nikolas Cruz, schoot met een halfautomatisch geweer veertien leerlingen en drie werknemers dood, verliet de school weer en werd gearresteerd. Het is een van de dodelijkste schietpartijen op een school ter wereld. In de nasleep van de schietpartij richtten enkele leerlingen van de school een beweging op die een strengere wapenwetgeving eist.

## School

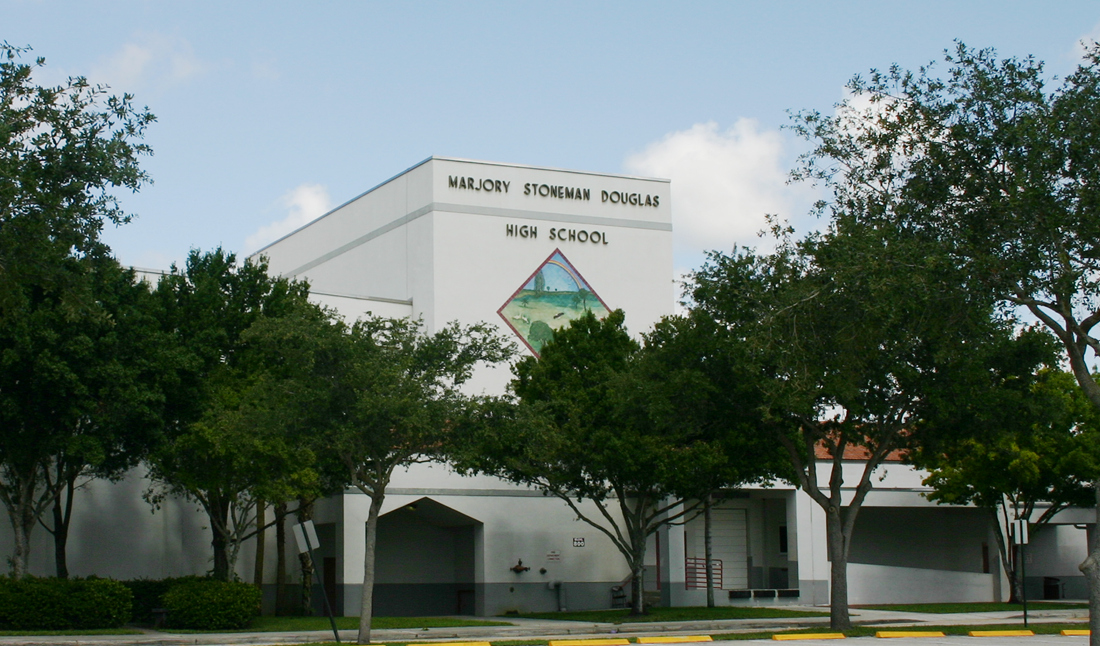
Marjory Stoneman Douglas High School

De Marjory Stoneman Douglas High School is een middelbare school, opgericht in 1990 en genoemd naar milieuactiviste Marjory Stoneman Douglas, met meer dan 3.000 leerlingen. De school is gelegen in Parkland, een residentiële wijk aan de rand van de stadsregio van Miami in de Amerikaanse staat Florida.
De school oefende regelmatig op de mogelijkheid van een schietpartij. Daarnaast had een gewapende agent (Scot Peterson) als taak het schoolterrein te bewaken.

## Schietpartij
Op 14 februari 2018 nam Nikolas Cruz een Uber naar de school, ging gebouw 12 binnen en liet het brandalarm afgaan. Dit zorgde voor verwarring in de school, aangezien er een brandoefening plaatsvond eerder die dag. Gewapend met halfautomatisch geweer van het type AR-15 begon Cruz om 14:21 uur op leerlingen en leerkrachten te schieten. Zes minuten later liet hij zijn geweer vallen op de derde verdieping en mengde zich in de vluchtende menigte. Hij ging naar een Walmart naast de school, waar hij iets dronk, vervolgens naar een McDonald's en wandelde daarna weer verder. Rond 15:40 uur werd hij in Coral Springs, iets meer dan 3 km van de school vandaan, tegengehouden door de politie en zonder verder incident gearresteerd.

## Dader

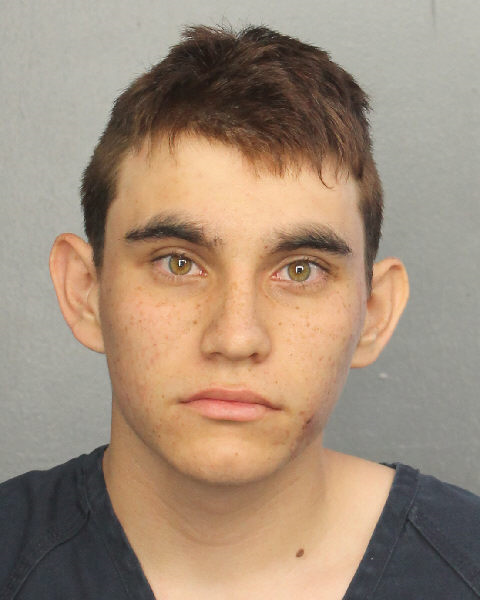
Nikolas Cruz, dader

De dader, Nikolas Jacob Cruz, is een dan 19-jarige oud-student van de school. Bij zijn geboorte in 1998 werd hij geadopteerd. Zijn adoptievader stierf in 2004 en zijn adoptiemoeder enkele maanden voor de schietpartij.
Wegens gedragsproblemen moest hij in drie jaar tijd zesmaal van school wisselen. In 2014 werd hij overgeplaatst van de Stoneman Douglas High School naar een speciale school voor leerlingen met emotionele of gedragsproblemen, maar hij keerde twee jaar later terug.
In september 2016 werd hij door het departement Kinderen en Familie van de staat Florida onderzocht wegens Snapchat-posts waarin hij zich in beide armen sneed en zei dat hij plande een wapen te kopen. Het onderzoek concludeerde dat hij leed aan depressie, autisme en ADHD maar dat hij geen gevaar vormde voor anderen.
Op 5 januari 2018 nog kreeg de FBI een tip van iemand uit de nabije omgeving van Cruz. Er werd informatie gegeven over Cruz' wapenbezit, zijn verlangen naar mensen doden, zijn onvoorspelbare gedrag, zijn verontrustende posts op sociale media en de mogelijkheid dat hij een schietpartij op een school zou kunnen uitvoeren. De tips werden echter niet doorgestuurd naar de afdeling-Miami van de FBI, zoals de procedure voorschreef, waardoor er geen verdere stappen ondernomen werden naar aanleiding van deze informatie.
Op 21 oktober 2021 pleitte Nikolas Cruz schuldig op alle aanklachten. De aanklagers eisten de doodstraf.Op 13 oktober 2022 werd Cruz veroordeeld tot een levenslange gevangenisstraf.

## Slachtoffers
Veertien leerlingen van 14 tot 18 jaar oud en drie personeelsleden van de school werden gedood. Vele anderen waren gewond; minstens veertien slachtoffers werden naar een ziekenhuis gebracht. Twee overlevenden, die een posttraumatische stressstoornis opliepen, pleegden ruim een jaar later enkele dagen na elkaar zelfmoord.

## Nasleep

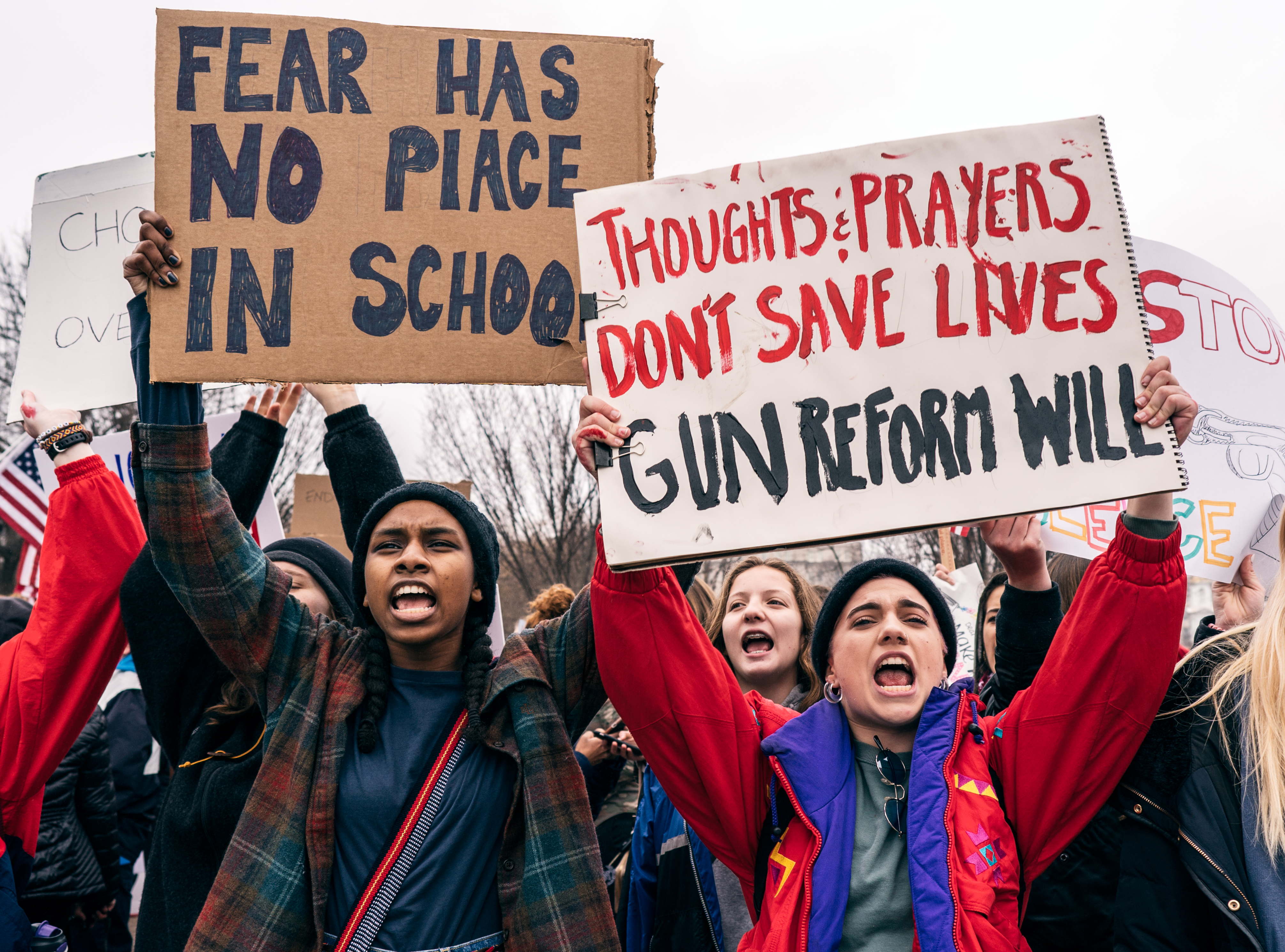
Demonstratie tegen wapengeweld

In de nasleep van de schietpartij laaide het debat rond wapenbezit in de Verenigde Staten weer op. Anders dan bij vorige schietpartijen kwam er een grotere beweging op gang die strengere wapenwetgeving eist, onder meer onder leiding van leerlingen Emma González, David Hogg en Cameron Kasky. Op 20 februari gingen tientallen leerlingen naar het deelstaatparlement van Florida om druk uit te oefenen, maar een motie om wapenwetgeving te bespreken werd weggestemd door de Republikeinse meerderheid.
Er werd onder meer opgeroepen om de National Rifle Association (NRA), de wapenlobby die een sterke invloed heeft op volksvertegenwoordigers, te boycotten. Op 24 maart werd er A March 4 Our Lives georganiseerd in vrijwel alle grote steden van de Verenigde Staten.
De Amerikaanse zanger-rapper XXXTentacion schreef een liedje voor de slachtoffers van de schietpartij. Dat liedje heet Hope. Dat was ook zijn laatste liedje voor hij overleed.
David Hogg en Cameron Kasky verbreedden in de jaren daarna hun politieke activisme. Kasky was in 2020 actief in de voorverkiezingscampagne voor Andrew Yang. Hogg werd in 2025 een van de vijf vice-voorzitters van de Democratisch Nationaal Comité.

## Onderscheiding actievoerders
Op 20 november 2018 werden de jonge actievoerende studenten, die de internationale beweging A March 4 Our Lives oprichtten na de dodelijke schietpartij in Kaapstad (Zuid-Afrika), onderscheiden met de International Children's Peace Prize.
De prijs werd uitgereikt door aartsbisschop Desmond Tutu tijdens een ceremoniële plechtigheid. Hij noemde de beweging een van de meest veelbetekenende, door jongeren geleide massabewegingen sinds mensenheugenis en de oprichters waren volgens hem 'ware makers van verschil'.